# Franz Eugen Köhler (1889-?)
Franz Eugen Köhler (1889- ?) est un botaniste et phycologue allemand.